# Brent (Alabama)
 For alternative betydninger, se Brent. (Se også artikler, som begynder med Brent)
Brent er en by i den centrale del af staten Alabama i USA. Byen ligger i Bibb County og har 2.972 (2020) indbyggere. Den blev grundlagt i 1898 .